# Cinderella's Eyes
Cinderella's Eyes es el álbum debut en solitario de la cantante de Girls Aloud Nicola Roberts. El álbum fue lanzado entre fines de septiembre y principios de octubre de 2011. El primer sencillo del álbum es Beat Of My Drum, el cual fue lanzado el 25 de junio de 2011.

## Antecedentes y concepción
A mediados del 2011 se creó en la red un rumor sobre un posible contrato de Nicola Roberts con alguna disquera para lanzarse como solista, dichos rumores se confirmaron en noviembre del 2010, su equipo anunció que ella había firmado con Universal Music bajo el sello de Polydor Records.

## Sencillos
1. «Beat of My Drum» : primer sencillo del disco, lanzada en junio de 2011.
2. «Lucky Day»: elegida como segundo sencillo del álbum, fue lanzada en septiembre de 2011.
3. «Yo-Yo»: confirmada como el tercer senciillo de Cinderella's Eyes.

### Videos musicales
[Beat Of My Drum] : es una canción Dance-Pop con toques Indie-Pop el video musical muestra una serie de coreografías de modo alegre, estas se realìzan en un set Color blanco lleno de sillas con bailarines, papeles secundarios de personas presentes. El Video fue estrenado por primeras vez en VEVO, así como sus adelantos, tras cámara y grabaciòn superando ya los 2.000.000 de visitas
[Lucky Day] : es una canción Dance-Pop y Electropop que con las agudas notas de Nicola ha llamado la atenciòn. Este video se grabó en una calle comùn con personas normales y Bailarines (solo en pequeñas partes); este video fue estrenado en VEVO (NicolaRoebrtsVeVo) y ya a conseguido más de 600.00 visitas.
[Yo-Yo] : es una canción Pop que se escogió como tercer sencillo del álbum Cinderella's Eyes.
En el video se observa una Nicola más madura, que pasa por problemas de relaciòn. La temática del video es simple: Nicola tiene un novio , tienen una fiesta y el chico (Novio) De Nicola termina besándose con otra. el video también fue estrenado en VEVO aunque sus tras cámaras se fueron filtrando en YouTube.

## Track listing
| Cinderella's Eyes |                                     |                   |          |  |
| N.º               | Título                              | Producer(s)       | Duración |  |
| 1.                | «Beat of My Drum»                   | Tikovoi           | 2:58     |  |
| 2.                | «Lucky Day»                         | Traxstarz         | 3:20     |  |
| 3.                | «Yo-Yo»                             | Tikovoi           | 3:25     |  |
| 4.                | «Cinderella's Eyes»                 | Tikovoi           | 3:30     |  |
| 5.                | «Porcelain Heart»                   | Tikovoi           | 3:49     |  |
| 6.                | «I»                                 | Metronomy         | 3:39     |  |
| 7.                | «Everybody's Got to Learn Sometime» | Tikovoi           | 3:38     |  |
| 8.                | «Say It Out Loud»                   | The Invisible Men | 4:35     |  |
| 9.                | «Gladiator»                         | Tikovoi           | 2:59     |  |
| 10.               | «Fish Out of Water»                 | Metronomy         | 4:38     |  |
| 11.               | «Take a Bite»                       | The Invisible Men | 3:16     |  |
| 12.               | «Sticks and Stones»                 | Tikovoi           | 3:55     |  |

| Bonus digital content |                                 |          |  |
| N.º                   | Título                          | Duración |  |
| 13.                   | «Through Nicola's Eyes» (video) |          |  |
| 14.                   | «Beat of My Drum» (music video) |          |  |
| 15.                   | «Lucky Day» (music video)       |          |  |

| Behind Cinderella's Eyes |                                |                                 |          |  |
| N.º                      | Título                         | Producer(s)                     | Duración |  |
| 1.                       | «Crash»                        | Richard X                       | 3:37     |  |
| 2.                       | «Head»                         | Richard X                       | 3:10     |  |
| 3.                       | «Heart Racing»                 | Dan Kurtz                       | 3:07     |  |
| 4.                       | «Lucky Day (Dan Grech Mix)»    | Dan Grech-Marguerat & Dan Kurtz | 2:37     |  |
| 5.                       | «Memory of You»                | Higgins                         | 3:48     |  |
| 6.                       | «Pipe Dreams»                  | James Ford & Richard Stannard   | 4:00     |  |
| 7.                       | «So Damn Right»                | Dan Kurtz                       | 3:11     |  |
| 8.                       | «Tomorrow»                     | Richard Stannard                | 3:58     |  |
| 9.                       | «Disco, Blisters & a Comedown» | Tikovoi                         | 3:04     |  |
| 10.                      | «Fix Me»                       | Tikovoi                         | 3:07     |  |

* additional production.